# Saison 18 de Détective Conan
 (octobre 2024).
Chronologie
Saison 17 de Détective Conan Saison 19 de Détective Conan
La saison 18 de Détective Conan a été diffusée du 5 janvier 2013 au 21 décembre 2013 (épisodes 681 à 723) sur Nippon TV. Elle est composée de 43 épisodes.
Le trente-cinquième opening (générique de début) (épisodes 681 à 695) intitulé Try Again, est interprété par la chanteuse de J-pop Mai Kuraki. Le trente-sixième opening (épisodes 696 à 717) intitulé QandA est interprété par le groupe de pop rock japonais B'z. Le trente-septième opening (épisodes 718 à 743) intitulé Butterfly Core est interprété par la chanteuse VALSHE.
Le quarante-troisième ending (générique de fin) (épisodes 667 à 686 + MK de 7 à 12) intitulé Koi ni Koishite, est interprété par la chanteuse de J-Pop Mai Kuraki. Le quarante-quatrième ending (épisodes 687 à 704) intitulé Hitomi no Melody, est interprété par le groupe Boyfriend. Le quarante-cinquième ending (épisodes 705 à 721) intitulé Kimi no Egao ga Naniyori mo Sukidatta, est interprété par le groupe Chicago Poodle. Le quarante-sixième ending (épisodes 722 à 736) intitulé Ima Aitakute, est interprété par le chanteur de J-pop Daigo.
| No | Titre français                                                                                      | Titre japonais                    | Titre japonais                                  | Date de 1re diffusion |
| No | Titre français                                                                                      | Kanji                             | Rōmaji                                          | Date de 1re diffusion |
| --- | --------------------------------------------------------------------------------------------------- | --------------------------------- | ----------------------------------------------- | --------------------- |
| 681 | La retransmission d'un amour périlleux : Début de la retransmission (files : 804-808/tomes : 76-77) | 命を賭けた恋愛中継 - 中継開始     | Inochi o Kaketa Ren’ai Chūkei - Chūkei Kaishi   | 5 janvier 2013        |
| 682 | La retransmission d'un amour périlleux : Situation désespérée (files : 804-808/tomes : 76-77)       | 命を賭けた恋愛中継 - 絶体絶命     | Inochi o Kaketa Ren’ai Chūkei - Zettai Zetsumei | 12 janvier 2013       |
| 683 | La retransmission d'un amour périlleux : Irruption sur scène (files : 804-808/tomes : 76-77)        | 命を賭けた恋愛中継 - 現場突入     | Inochi o Kaketa Ren’ai Chūkei - Genba Totsunyū  | 19 janvier 2013       |
| L'inspecteur Takagi est porté disparu. Grâce à l'aide des Détectives juniors, on découvre qu'il est retenu contre son gré, attaché sur une poutre dans un immeuble en construction et relié à une bombe. Le quartier général se met en alerte, et il semblerait que l'affaire soit liée à l'inspecteur Date, grand ami de Takagi et mort en service un an plus tôt. | |                                   |                                                 |                       |
| 684 | Mousse, vapeur et fumée - 1re partie (files : 809-811/tome : 77)                                    | 泡と湯気と煙 (前編)               | Awa to Yuge to Kemuri - Zenpen                  | 26 janvier 2013       |
| 685 | Mousse, vapeur et fumée - 2e partie (files : 809-811/tome : 77)                                     | 泡と湯気と煙 (後編)               | Awa to Yuge to Kemuri - Kōhen                   | 2 février 2013        |
| Ai est en train de perdre sa méfiance vis-à-vis de son énigmatique voisin, Subaru Okiya. De son côté, l'inspecteur Takagi se remet à peine des émotions de l'affaire précédente qu'il doit enquêter sur un homme mort, défenestré. Il va résoudre l'affaire grâce à l'aide de Conan et, indirectement, celle de Kogorō, pendant que Ai et Subaru discutent. | |                                   |                                                 |                       |
| 686 | Une voiture transportant une bombe à retardement                                                    | 時限爆弾を乗せた車                | Jigen bakudan o nose ta kuruma                  | 9 février 2013        |
| Deux attentats à la bombe ont eu lieu. Le ravisseur livre les bombes par une société de livraison, et une 3e est en cours d’acheminement. Mais problème, si le camion a été identifié, celui-ci a été volé. Les détectives juniors se retrouvent mêlés à l’affaire, car le camion volé a embarqué par erreur le chien d’une petite fille. | |                                   |                                                 |                       |
| 687 | L'insoluble piège congelé                                                                           | 誰にもとけない氷の罠              | Darenimo tokenai kōri no wana                   | 16 février 2013       |
| Le professeur Agasa emmène les détectives juniors à un festival de la glace. Celui-ci va mal et le maire veut le supprimer pour y bâtir un complexe hôtelier. Les entrepreneurs sont invités à venir dormir dans un hôtel de glace, mais le maire décide d’y passer une nuit préventive pour vérifier le confort. Le lendemain matin, le maire est retrouvé mort, étranglé et brûlé. C’est un meurtre en chambre close. | |                                   |                                                 |                       |
| 688 | Les 30 millions de yen de l'inspecteur Takagi                                                       | 高木刑事３千万拾う                | Takagi keiji 3 sen man hirō                     | 23 février 2013       |
| Takagi est en repos. Il part faire un petit jogging bien matinal, quand en chemin il tombe sur un sac de 30 millions de yen. D’où peut bien provenir cet argent ? Méfiez-vous des apparences. | |                                   |                                                 |                       |
| 689 | Le message d'un client                                                                              | 依頼人からのメッセージ            | Irai-nin kara no messēji                        | 2 mars 2013           |
| Une jeune femme meurt dans ce qui semble être un accident. 3 mois plus tard, l’homme accusé du meurtre convoque Mouri et 3 autres personnes présentes lors des funérailles pour annoncer le nom du véritable meurtrier. Arrivés chez lui, les invités d’un soir le retrouve mort. | |                                   |                                                 |                       |
| 690 | L’affaire non résolue de Yūsaku Kudō - 1re partie (files : 812-814/tome : 77)                       | 工藤优作の未解决事件 (前编)       | Kudō Yūsaku no mikaiketsujiken - Zenpen         | 9 mars 2013           |
| 691 | L'affaire non résolue de Yūsaku Kudō - 2e partie (files : 812-814/tome : 77)                        | 工藤优作の未解决事件 (后编)       | Kudō Yūsaku no mikaiketsujiken - Kōhen          | 16 mars 2013          |
| Ran, Sonoko et Sera discutent du père de Shinichi, Yusaku Kudō. 10 ans plus tôt, il aurait abandonné une enquête en plein milieu, au grand dam de son fils. Cependant, un cadavre est découvert par les trois jeunes filles, l'exact même message funeste à ses côtés. Conan enquête avec zèle afin de mieux comprendre les décisions de son père, aidé de Subaru et de la détective Sera. Cependant, il semblerait que les fabuleuses capacités de déductions de l'étudiant finissent par se retourner contre la vie privée de Conan… | |                                   |                                                 |                       |
| 692 | Un soir sur la Sumida, des cerisiers en fleur - 1re partie                                          | 隅田川夜桜ルート (前编)           | sumidagawa Yoei Rūto zenpen                     | 23 mars 2013          |
| 693 | Un soir sur la Sumida, des cerisiers en fleur - 2e partie                                           | 隅田川夜桜ルート (后编)           | sumidagawa Yoei Rūto - Kōhen                    | 30 mars 2013          |
| 694 | Les confiseries japonaises disparues dans l'ancien magasin                                          | 消えた老舗の和菓子                | Kieta shinise no wagashi                        | 20 avril 2013         |
| 695 | Les roses du vignoble                                                                               | 葡萄畑に薔薇の花                  | Budō hata ni bara no hana                       | 27 avril 2013         |
| 696 | La conspiration du ravageur des par-terres de fleurs                                                | 花壇あらしの陰謀                  | Kadan arashi no inbō                            | 4 mai 2013            |
| 697 | La fenêtre de l'école pour femmes                                                                   | 女学園の窓                        | Jogakuen no mado                                | 11 mai 2013           |
| 698 | Incroyable ! L’affaire du crash d’un OVNI                                                           | まさか！ＵＦＯ墜落事件            | Masaka! Yūfō tsuiraku jiken                     | 18 mai 2013           |
| 699 | L’ombre approchant le secret d’Haibara - 1re partie (files : 815-817/tome : 77)                     | 灰原の秘密に迫る影 (前編)         | Haibara no himitsu ni semaru kage - Zenpen      | 8 juin 2013           |
| 700 | L’ombre approchant le secret d’Haibara - 2e partie (files : 815-817/tome : 77)                      | 灰原の秘密に迫る影 (後編)         | Haibara no himitsu ni semaru kage - Kōhen       | 15 juin 2013          |
| Les Détectives juniors vont camper avec le professeur Agasa dans la montagne. Sur place, Conan et le professeur croisent la détective Sera Masumi, qui décide de se joindre à eux pour le repas. Cependant, les enfants ont disparu, et un cadavre a été retrouvé non loin. Les deux détectives vont mener l’enquête, et Ai va être mise face à un choix dangereux qu’elle aurait préféré ne pas avoir à prendre. | |                                   |                                                 |                       |
| 701 | Mystery Train : Tous à bord (files : 818-824/tome : 78)                                             | 漆黒の特急 (発車)                 | Shikkoku no misuterī turein - Hassha            | 13 juillet 2013       |
| Les Détectives juniors, le professeur Agasa, les membres de l’agence Mouri, ainsi que les deux détectives, Amuro et Sera, se retrouvent tous à bord d’une réplique d’un train à vapeur pour un trajet à thème. D’autres visages familiers sont entre-aperçus dans la foule, mais soudain, un cadavre en chambre close est découvert par Conan et Sera. De plus, l’affaire précédente a laissé Ai et Conan vulnérables à l’Organisation.                                                                                                | |                                   |                                                 |                       |
| 702 | Mystery Train : Tunnel (files : 818-824/tome : 78)                                                  | 漆黒の特急 (隧道)                 | Shikkoku no misuterī turein - Zuidō             | 20 juillet 2013       |
| Conan mène l’enquête du meurtre en chambre close avec Kogorō. Néanmoins, une présence funeste dans le train force Ai à prendre des décisions drastiques. | |                                   |                                                 |                       |
| 703 | Mystery Train : Intersection (files : 818-824/tome : 78)                                            | 漆黒の特急 (交差)                 | Shikkoku no misuterī turein - Kōsa              | 27 juillet 2013       |
| Alors que Conan et Kogorō finissent leur enquête, Sera fait une rencontre surprenante dans le train. Le détective endormi résout le stratagème du malfaiteur. Parallèlement, un plan encore plus élaboré semble se mettre en place. | |                                   |                                                 |                       |
| 704 | Mystery Train : Terminus (files : 818-824/tome : 78)                                                | 漆黒の特急 (終点)                 | Shikkoku no misuterī turein - Shūten            | 3 août 2013           |
| L’énigme du meurtre en chambre close est résolue, mais les stratagèmes du Mystery Train viennent à peine de prendre leur essor. L’affrontement au sommet entre l’Organisation des hommes en noir et les survivants de leurs terribles machinations se développe alors que Yukiko et Vermouth discutent. Malgré les apparences, il semblerait que les invités spéciaux de Shinichi vont permettre de changer la donne. | |                                   |                                                 |                       |
| 705 | Conan dans la pièce verrouillée (files : 825-827/tome : 78)                                         | 密室にいるコナン                  | Misshitsu ni iru Konan                          | 10 août 2013          |
| 706 | Résolution du mystère face à Bourbon (files : 825-827/tome : 78)                                    | 谜解きするバーボン                | Nazo kai kisuru Bourbon                         | 17 août 2013          |
| Après les évènements de l’affaire précédente, le mystérieux Amuro a disparu. Convaincu de ne plus jamais le revoir, Conan est étonné quand il apprend que le serveur et Kogorō avaient prévu de leur apprendre le tennis, à lui Ran et Sonoko. Mais Conan est en incapacité par accident, et est amené dans une maison voisine pour se reposer. À son réveil, il découvre un cadavre à ses pieds, et va devoir mener l’enquête sous le nez de son ennemi.                                                                              | |                                   |                                                 |                       |
| 707 | Le grand détective diffamé                                                                          | はめられた名探侦                  | Hamerareta Meitantei                            | 31 août 2013          |
| Un ancien braqueur de banque appel Kogorō et l’accuse d’être responsable d’un mort. Effectivement, un homme est victime d’accident dans des circonstances troublantes. Mais Kogorō s’énerve et se montre éruptif physiquement avec l’ancien braqueur. Photographié par la foule, le célèbre détective Mouri est salit dans son honneur. | |                                   |                                                 |                       |
| 708 | L'homme est tombé lentement                                                                         | ゆっくり落ちた男                  | Yukkuri ochita otoko                            | 7 septembre 2013      |
| Au retour du cinéma, les détectives juniors assistent depuis le bus au meurtre d’un inconnu, poussé depuis le toit d’un immeuble. Mais quelque chose ne va pas. Les indices ne semblent pas correspondre ; Notamment, entre le début de la chute et l’arrivée au sol, 10 min se sont écoulées… | |                                   |                                                 |                       |
| 709 | L'affaire des poutres instables                                                                     | 未確認衝撃事件                    | Mi kakunin shōgeki jiken                        | 14 septembre 2013     |
| Pendant une déambulation nostalgique dans Tokyo, un accident de chantier se produit devant Kogorō, Ran et Conan. Un homme est mort sous une pile de poteaux métalliques pour échafaudage. Conan doit enquêter et révéler le terrible stratagème utilisé. | |                                   |                                                 |                       |
| 710 | Ce que tout le monde a vu - 1re partie (files : 831-833/tome : 79)                                  | みんなが見ていた (前編)           | Min'na ga mite ita - Zenpen                     | 21 septembre 2013     |
| 711 | Ce que tout le monde a vu - 2e partie (files : 831-833/tome : 79)                                   | みんなが見ていた (前編)           | Min'na ga mite ita - Kōhen                      | 28 septembre 2013     |
| Heiji et Kazuha arrivent à l’agence Mouri avec l’officier Otaki, de la police d’Osaka, pour parler d’une enquête à résoudre à Tokyo, supposément maquillé en suicide. Les détectives de l’Est et de l’Ouest vont enquêter sur l’affaire. Cependant, alors qu’ils quittent les lieux, ils aperçoivent par la vitre de l’ascenseur un homme se faire abattre sous leurs yeux. | |                                   |                                                 |                       |
| 712 | Heiji Hattori et le manoir du vampire - 1re partie (files : 834-840/tomes : 79-80)                  | 服部平次と吸血鬼館(一)            | Hattori Heiji to kyūketsuki-kan - Ichi          | 5 octobre 2013        |
| 713 | Heiji Hattori et le manoir du vampire - 2e partie (files : 834-840/tomes : 79-80)                   | 服部平次と吸血鬼館(二)            | Hattori Heiji to kyūketsuki-kan - Ni            | 12 octobre 2013       |
| 714 | Heiji Hattori et le manoir du vampire - 3e partie (files : 834-840/tomes : 79-80)                   | 服部平次と吸血鬼館(三)            | Hattori Heiji to kyūketsuki-kan - San           | 19 octobre 2013       |
| 715 | Heiji Hattori et le manoir du vampire - 4e partie (files : 834-840/tomes : 79-80)                   | 服部平次と吸血鬼館(四)            | Hattori Heiji to kyūketsuki-kan - Shi           | 26 octobre 2013       |
| Heiji, Kazuha et les membres de l'Agence Mouri suivent l'agent Otaki à la campagne, à la suite d'une demande du préfet Hattori. Sur place, ils apprennent que le maitre des lieux est malade, et aurait un lien troublant avec une figure surnaturelle. Des cadavres sont découverts dans le manoir et, pendant que Conan et Heiji enquêtent, Ran et Kazuha cherche à se protéger de la malédiction… | |                                   |                                                 |                       |
| 716 | Le fantôme dansant dans la demeure des masques de Nô - 1re partie                                   | 能面屋敷に鬼が踊る(前编)          | Nōmen yashiki ni oni ga odoru - Zenpen          | 2 novembre 2013       |
| 717 | Le fantôme dansant dans la demeure des masques de Nô - 2e partie                                    | 能面屋敷に鬼が踊る(後编)          | Nōmen yashiki ni oni ga odoru - Kohen           | 9 novembre 2013       |
| 2 hommes et une femme employés au musée des masques de Nô ont chacun un mobile pour tuer le conservateur. Pour avoir plus de chance d’arriver à leur fin, ils décident de s’allier et d’exécuter leur plan constitué de plusieurs pièges différents. Le complot doit être exécuté un dimanche, limitant ainsi le personnel. Cependant, ils n’avaient pas prévu Kogorō Mouri, sa fille et le plus grand des petits détectives. | |                                   |                                                 |                       |
| 718 | Le cycle démoniaque                                                                                 | 悪魔の回路                        | Akuma no kairo                                  | 16 novembre 2013      |
| Kogorō reçoit une invitation d’une écrivaine, autrice de romans mystères à succès, pour écrire un reportage sur sa vie de détective. Cette écrivaine vit avec son mari et une élève. Le soir de son arrivée, tour à tour, chacun vient le voir pour lui raconter des histoires sur leur vie personnelle et intime. Le lendemain, l’homme et les deux femmes sont retrouvés morts. | |                                   |                                                 |                       |
| 719 | Ticket gagnant pour l'enfer                                                                         | プレミアムチケット騒動記          | Puremiamu chiketto sōdō-ki                      | 23 novembre 2013      |
| Un célèbre groupe de musique vient pour la première et dernière fois au Japon pour une série de concerts. Au café, Sonoko est fière de montrer à Ran le précieux ticket. Une autre jeune femme avait elle aussi ce ticket, mais il semble qu’elle l’ait perdue. Le lendemain, elle revient au café pour demander des explications : son ticket a été mis en vente par une employé du café, cette dernière est retrouvée morte peu après.                                                                                               | |                                   |                                                 |                       |
| 720 | Un Mystery Tour près du feu et de l'eau - Aso                                                       | 火と水のミステリーツアー(阿蘇编)  | Hi to mizu no misuterītsuā (Aso bian)           | 30 novembre 2013      |
| 721 | Un Mystery Tour près du feu et de l'eau - Kumamoto                                                  | (火と水のミステリーツアー(熊本编) | Hi to mizu no misuterītsuā (Kumamoto bian)      | 7 décembre 2013       |
| Une entreprise de souvenir s’est fait dérober une clé USB contenant des dossiers sensibles sur leurs nouveautés. Pour la récupérer, la somme de 10 millions de Yen devait être échangée contre une peluche, un kumamon, contenant la clé. Mais lors de la transaction, Ayumi intervint annulant la transaction. La famille Mouri et les Détectives juniors sont en course-poursuite pour récupérer cette clé, et un enfant enlevé, entre les villes d’Aso et de Kumamoto.                                                              | |                                   |                                                 |                       |
| 722 | Un service de livraison doux et glacial - 1re partie (files : 841-843/tome : 80)                    | 甘く冷たい宅急便(前編)            | Amaku tsumetai takkyūbin - Zenpen               | 14 décembre 2013      |
| 723 | Un service de livraison doux et glacial - 2e partie (files : 841-843/tome : 80)                     | 甘く冷たい宅配便(後編)            | Amaku tsumetai takkyūbin - Kohen                | 21 décembre 2013      |
| En poursuivant un chat errant, les Détectives juniors se retrouvent enfermés dans un camion de livraison réfrigéré. Ils découvrent bien vite que les conducteurs sont en fait deux criminels, et se cachent en essayant de transmettre des messages vers l’extérieur. Le froid les gagne, mais heureusement, les capacités de déduction de leur entourage vont pouvoir les sauver. | |                                   |                                                 |                       |